# Lars Hillbom
Lars Holger Hillbom, född 17 februari 1946 i Grängesberg, död 12 april 2018 i Järfälla, var en svensk ämbetsman.
Hillbom gick ut från Handelshögskolan i Göteborg 1970 och var anställd vid LO 1970–1984. Han var generaldirektör för Statens pris- och kartellnämnd 1984–1987 och därefter direktör för Kooperativa Förbundet från 1987.